# Khao Mang
Khao Mang là một xã thuộc tỉnh Lào Cai, Việt Nam.
Xã Khao Mang có diện tích 66,37 km², dân số năm 2019 là 5.292 người, mật độ dân số đạt 80 người/km².